# Acacia retinodes
Acacia retinodes là một loài thực vật có hoa trong họ Đậu. Loài này được Schltdl. miêu tả khoa học đầu tiên.

## Hình ảnh

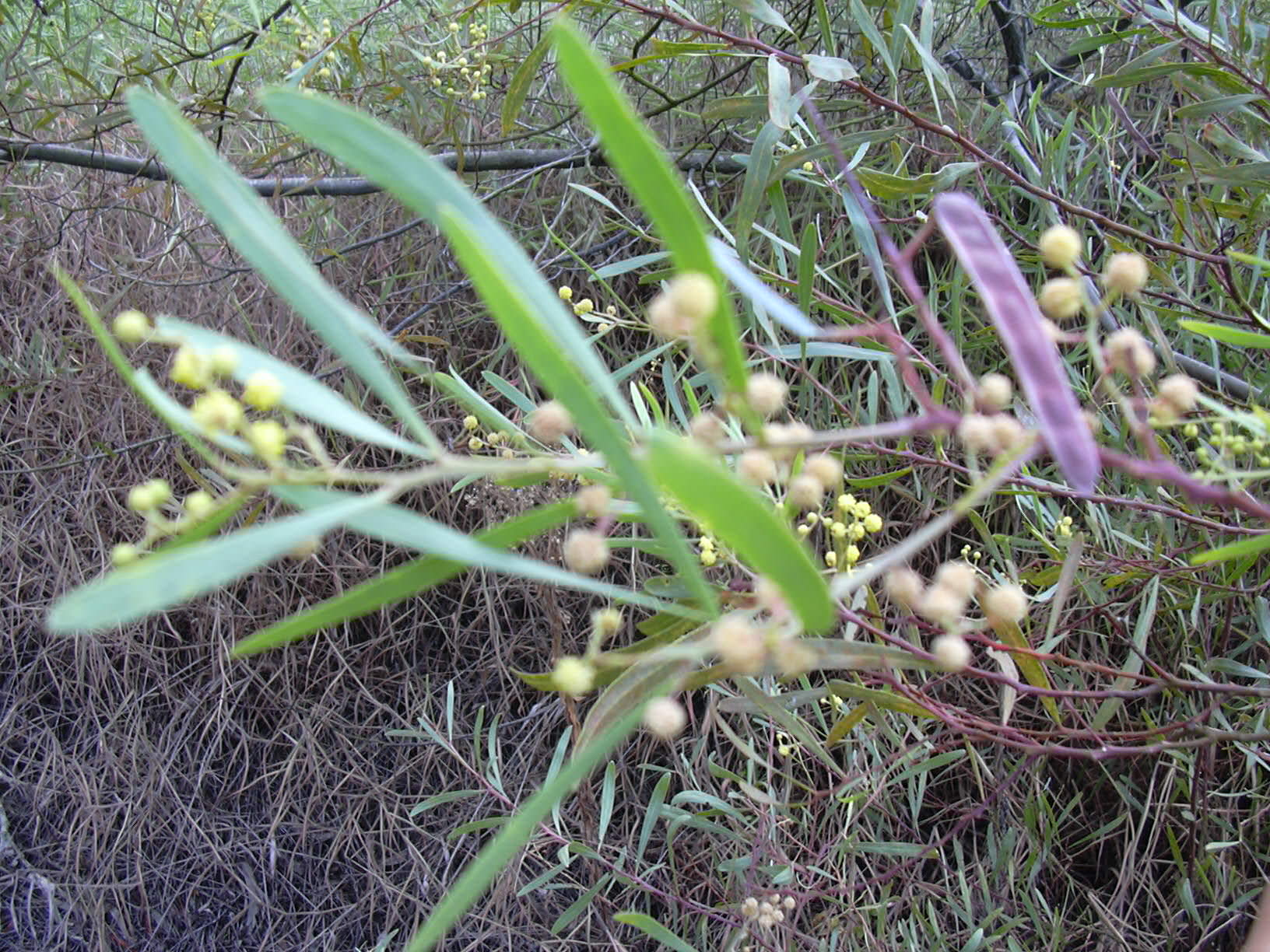
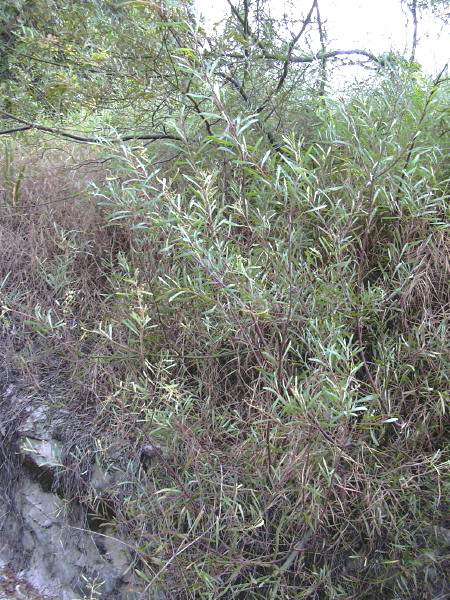
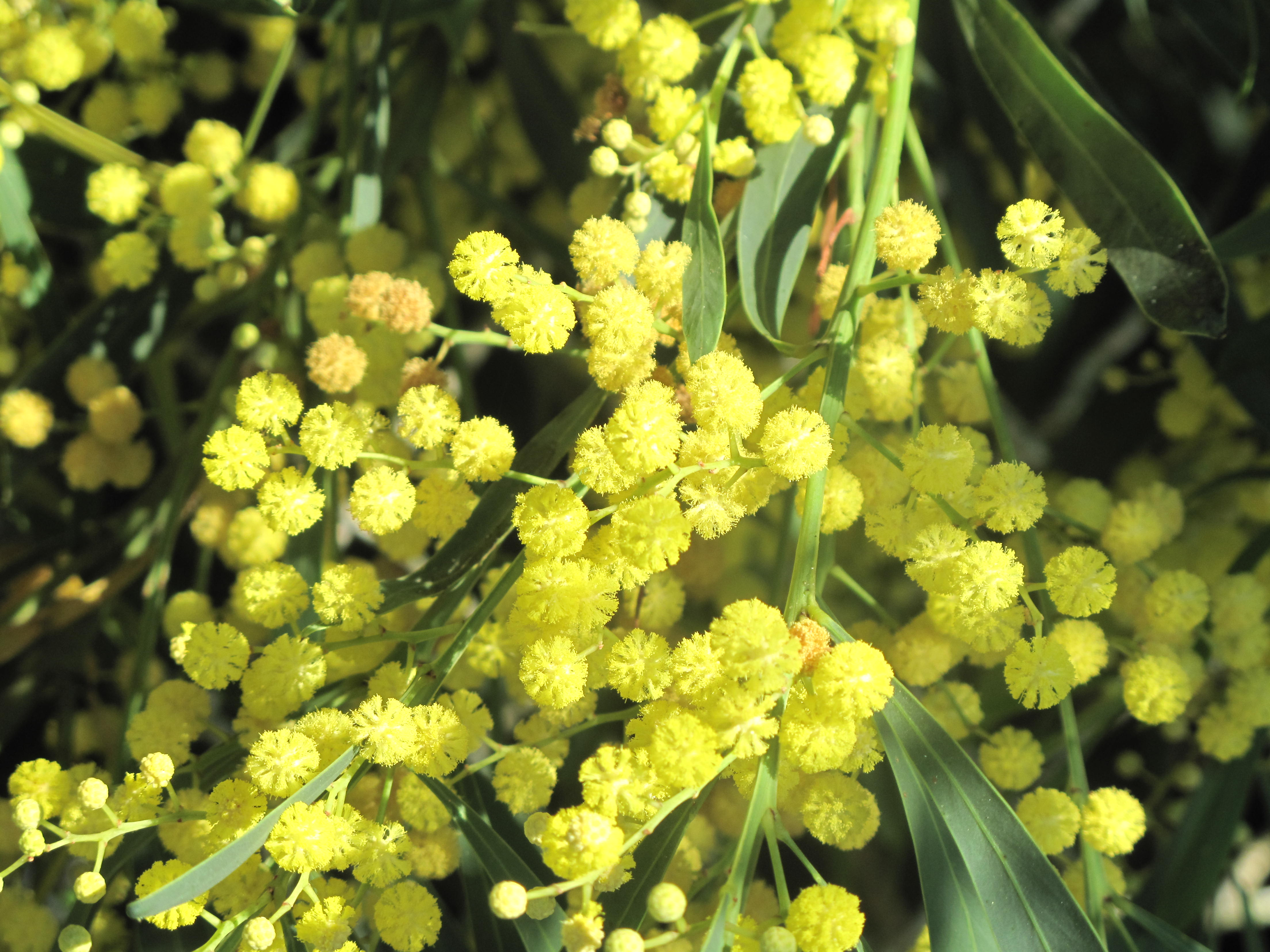
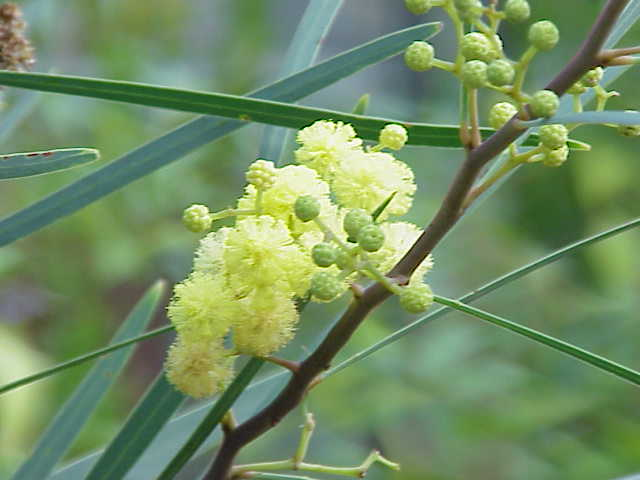